# Halk Bankası Spor Kulübü 2015-2016 (pallavolo maschile)
Questa voce raccoglie le informazioni riguardanti l'Halk Bankası Spor Kulübü nelle competizioni ufficiali della stagione 2015-2016.

## Organigramma societario
Area direttiva
- Presidente: Selahattin Süleymanoğlu

Area tecnica
- Allenatore: Lorenzo Bernardi
- Allenatore in seconda: Taner Atik
- Assistente allenatore: Erkan Toğan
- Scoutman: Burak Dirier

## Rosa
| N° | Nome             | Ruolo | Data di nascita   | Nazionalità sportiva |
| -- | ---------------- | ----- | ----------------- | -------------------- |
| 1  | Ulaş Kıyak       | P     | 11 agosto 1981    | Turchia              |
| 2  | Caner Çiçekoğlu  | P     | 11 maggio 1985    | Turchia              |
| 3  | Faik Güneş       | C     | 27 maggio 1993    | Turchia              |
| 4  | Dragan Travica   | P     | 28 luglio 1986    | Italia               |
| 5  | Hasan Yeşilbudak | L     | 11 gennaio 1984   | Turchia              |
| 6  | Kemal Kayhan     | C     | 2 gennaio 1983    | Turchia              |
| 7  | Rıfat Kantarcı   | S     | 10 dicembre 1996  | Turchia              |
| 8  | Burutay Subaşı   | S     | 15 luglio 1990    | Turchia              |
| 9  | Dick Kooy        | S     | 3 dicembre 1987   | Italia               |
| 10 | Emre Batur       | C     | 21 aprile 1988    | Turchia              |
| 11 | Cvetan Sokolov   | O     | 31 dicembre 1989  | Bulgaria             |
| 12 | Marko Bojić      | S     | 13 novembre 1988  | Montenegro           |
| 13 | Michał Kubiak    | S     | 23 febbraio 1988  | Polonia              |
| 14 | Kévin Le Roux    | C     | 11 maggio 1989    | Francia              |
| 15 | Resul Tekeli     | C     | 16 settembre 1986 | Turchia              |
| 16 | Abdullah Çam     | S     | 30 marzo 1997     | Turchia              |
| 17 | Caner Dengin     | L     | 15 dicembre 1987  | Turchia              |

## Statistiche

### Statistiche di squadra
| Competizione     | Punti | In casa | In casa | In casa | In trasferta | In trasferta | In trasferta | Totale | Totale | Totale |
| Competizione     | Punti | G       | V       | P       | G            | V            | P            | G      | V      | P      |
| ---------------- | ----- | ------- | ------- | ------- | ------------ | ------------ | ------------ | ------ | ------ | ------ |
| Voleybol 1. Ligi | 51    | 10      | 8       | 2       | 11           | 10           | 1            | 27     | 23     | 4      |
| Supercoppa turca | -     | -       | -       | -       | -            | -            | -            | 1      | 1      | 0      |
| Champions League | 11    | 5       | 4       | 1       | 5            | 2            | 3            | 10     | 6      | 4      |
| Totale           | -     | 15      | 12      | 3       | 16           | 12           | 4            | 38     | 30     | 8      |

G = partite giocate; V = partite vinte; P = partite perse

### Statistiche dei giocatori
| Giocatore     | Voleybol 1. Ligi | Voleybol 1. Ligi | Voleybol 1. Ligi | Voleybol 1. Ligi | Voleybol 1. Ligi | Supercoppa turca | Supercoppa turca | Supercoppa turca | Supercoppa turca | Supercoppa turca | Champions League | Champions League | Champions League | Champions League | Champions League | Totale | Totale | Totale | Totale | Totale |
| Giocatore     | P                | PT               | AV               | MV               | BV               | P                | PT               | AV               | MV               | BV               | P                | PT               | AV               | MV               | BV               | P      | PT     | AV     | MV     | BV     |
| ------------- | ---------------- | ---------------- | ---------------- | ---------------- | ---------------- | ---------------- | ---------------- | ---------------- | ---------------- | ---------------- | ---------------- | ---------------- | ---------------- | ---------------- | ---------------- | ------ | ------ | ------ | ------ | ------ |
| E. Batur      | 20               | 129              | 91               | 26               | 12               | 1                | 7                | 5                | 2                | 0                | 9                | 46               | 30               | 13               | 3                | 30     | 182    | 126    | 41     | 15     |
| M. Bojić      | 0                | 0                | 0                | 0                | 0                | -                | -                | -                | -                | -                | 2                | 13               | 13               | 0                | 0                | 2      | 13     | 13     | 0      | 0      |
| A. Çam        | 15               | 8                | 6                | 2                | 0                | 1                | 0                | 0                | 0                | 0                | 3                | 0                | 0                | 0                | 0                | 19     | 8      | 6      | 2      | 0      |
| C. Çiçekoğlu  | 1                | 0                | 0                | 0                | 0                | -                | -                | -                | -                | -                | -                | -                | -                | -                | -                | 1      | 0      | 0      | 0      | 0      |
| C. Dengin     | 22               | 0                | 0                | 0                | 0                | 0                | 0                | 0                | 0                | 0                | 9                | 1                | 1                | 0                | 0                | 31     | 1      | 1      | 0      | 0      |
| F. Güneş      | 13               | 60               | 38               | 19               | 3                | 1                | 5                | 3                | 1                | 1                | 2                | 12               | 5                | 7                | 0                | 16     | 77     | 46     | 27     | 4      |
| R. Kantarcı   | 1                | 1                | 0                | 1                | 1                | 0                | 0                | 0                | 0                | 0                | -                | -                | -                | -                | -                | 1      | 1      | 0      | 1      | 1      |
| K. Kayhan     | 21               | 36               | 22               | 8                | 6                | -                | -                | -                | -                | -                | 8                | 1                | 1                | 0                | 0                | 29     | 37     | 23     | 8      | 6      |
| U. Kıyak      | 24               | 47               | 15               | 19               | 13               | 1                | 1                | 0                | 0                | 1                | 8                | 10               | 5                | 3                | 2                | 33     | 58     | 20     | 22     | 16     |
| D. Kooy       | 24               | 338              | 284              | 24               | 30               | 1                | 11               | 8                | 1                | 2                | 10               | 88               | 77               | 8                | 3                | 35     | 437    | 369    | 33     | 35     |
| M. Kubiak     | 21               | 267              | 230              | 19               | 18               | 1                | 7                | 6                | 0                | 1                | 10               | 116              | 95               | 9                | 12               | 32     | 390    | 331    | 28     | 31     |
| K. Le Roux    | 20               | 242              | 179              | 33               | 30               | 1                | 13               | 7                | 4                | 2                | 10               | 156              | 109              | 24               | 23               | 31     | 411    | 295    | 61     | 55     |
| C. Sokolov    | 14               | 187              | 156              | 20               | 11               | -                | -                | -                | -                | -                | 6                | 69               | 61               | 7                | 1                | 20     | 256    | 217    | 27     | 12     |
| B. Subaşı     | 25               | 172              | 134              | 16               | 22               | 1                | 1                | 1                | 0                | 0                | 10               | 30               | 21               | 2                | 7                | 36     | 203    | 156    | 18     | 29     |
| R. Tekeli     | 20               | 145              | 107              | 30               | 8                | 0                | 0                | 0                | 0                | 0                | 6                | 49               | 28               | 12               | 9                | 26     | 194    | 135    | 42     | 17     |
| D. Travica    | 18               | 14               | 9                | 2                | 3                | 1                | 1                | 0                | 0                | 1                | 10               | 23               | 11               | 7                | 5                | 29     | 38     | 20     | 9      | 9      |
| H. Yeşilbudak | 26               | 2                | 0                | 1                | 1                | 1                | 0                | 0                | 0                | 0                | 10               | 0                | 0                | 0                | 0                | 37     | 2      | 0      | 1      | 1      |

P = presenze; PT = punti totali; AV = attacchi vincenti; MV = muri vincenti; BV = battute vincenti